# Freya maculatipes
Freya maculatipes là một loài nhện trong họ Salticidae.
Loài này thuộc chi Freya. Freya maculatipes được Frederick Octavius Pickard-Cambridge miêu tả năm 1901.